# Cartignano
Cartignano är en ort och kommun i provinsen Cuneo i regionen Piemonte i Italien. Kommunen hade 174 invånare (2018).